# Microcosmos
Microcosmos i macrocosmos són dos termes filosòfics contraposats que expliquen la relació entre l'ésser humà i l'univers. Microcosmos implicaria considerar l'ésser humà com un món complet en si mateix, com un univers a escala. Macrocosmos al·ludeix a un univers complet, al marge de la naturalesa humana. El concepte de microcosmos ja va ser utilitzat tant per Demòcrit, com per Gottfried Wilhelm Leibniz.